# Mariées mais pas trop
Pour plus de détails, voir Fiche technique et Distribution.
Mariées mais pas trop est un film franco-belge réalisé par Catherine Corsini et sorti en 2003.

## Synopsis
À la mort de sa mère, Laurence débarque sur la Côte d'Azur à la recherche de sa grand-mère, une mante religieuse. Elle sera rapidement contaminée.

## Fiche technique
- Titre original : Mariées mais pas trop
- Réalisation : Catherine Corsini
- Scénario : Philippe Blasband, Christophe Morand et Catherine Corsini
- Photographie : Jeanne Lapoirie
- Montage : Yannick Kergoat
- Musique : Krishna Levy
- Décors : Françoise Dupertuis
- Costumes : Marielle Robaut
- Son : Jean-Paul Mugel
- Casting : Brigitte Moidon
- Photographe de plateau : Éric Caro
- Producteur : Philippe Martin
- Société de production : Les Films Pelléas
- Société de distribution : Mars Distribution
- Pays de production :  France |  Belgique
- Genre : comédie
- Nombre d'entrées Box Office France : 62 677[1]
- Durée : 105 minutes (1 h 45)
- Dates de sortie :
  - France : 9 juillet 2003

## Distribution
- Jane Birkin : Renée
- Émilie Dequenne : Laurence Milcaux
- Pierre Richard : Maurice Donnay
- Clovis Cornillac : Alexis Dervin
- Jérémie Elkaïm : Thomas
- Laurent Grévill : Jean-Daniel
- Amira Casar : Claudia
- Pierre Laroche : Mr Suchard
- Henri Cluzel : Mr Harot
- Pierre Fox : André Paul
- Jean-Luc Gaget : Mr Granget
- Charles Van Brugghe : Jules
- Joan Pauliac : Marie Rimaux
- Alberlico Soopaya : le joueur
- Max Rensonnet

## À noter
- Le tournage du film a eu lieu dans la région de Lyon mais également à Cannes, Corps (Isère) qui sert de lieu pour la maison d'Alexis et Uriage-les-Bains.